# Karel I. Martel
Karel Martel z Anjou (italsky Carlo Martello d'Angiò, 1271, Neapol – 12. srpna 1295 Neapol) byl princ ze Salerna a titulární uherský král. Dante Alighieri ve své Božské komedii Karla i s chotí umístil do Ráje.

## Život
Karel byl nejstarším synem neapolského krále Karla II. a uherské princezny Marie, dcery krále Štěpána V. Již roku 1274 byl díky politické aktivitě svého děda Karla z Anjou zasnouben s dcerou římského krále Rudolfa, její jméno nebylo v prvních dohodách uvedeno, ale podle svědectví jiných pramenů se jednalo o mladičkou Gutu, pozdější českou královnu, teprve později došlo k výměně za její sestru Klemencii. Dynastická svatba Habsburků s Anjouovci se konala v lednu roku 1281 ve Vídni.
Nevěsta byla o devět let starší než desetiletý ženich a první potomek, syn Karel Robert, se narodil o sedm let později.
Roku 1282 se Sicílie vzbouřila proti nadvládě Anjouovců a v následných bojích byl Aragonci zajat Karlův otec. Svým pádem do zajetí proti sobě velmi popudil svého otce a ten nástupcem trůnu po dobu synovy nepřítomnosti určil vnuka Karla Martela. Regentem měl do doby synova návratu ze zajetí nebo dosažení vnukovy plnoletosti být Robert z Artois. Karel II. se po propuštění ze zajetí na jaře 1289 nechal korunovat a Karel Martel téhož roku společně otcem a s Robertem z Artois získal první válečnou zkušenost během nových bojů s Aragonci. Roku 1290 byl v Uhrách zavražděn Karlův strýc Ladislav IV. a Karel Martel vznesl svůj nárok na uherský trůn. Vzhledem k vratké politické situaci na domácí půdě se nikdy do Uher nevydal, za podpory části uherské šlechty se stal pouze titulárním uherským králem, a skutečná koruna nakonec připadla Ondřejovi III.
Karel zemřel v srpnu 1295, krátce před svými čtyřiadvacátými narozeninami a byl pohřben v katedrále v Neapoli společně s manželkou Klemencií. Uherskou korunu získal až jejich syn Karel Robert.